# Огастус Еплгейт
Огастус Еплгейт (англ. Augustus Applegath; 17 червня 1788, Степні, Лондон, Велика Британія — 9 лютого 1871) — англійський інженер, винахідник верстату вертикального друку. Дядько англійського винахідника Едварда Каупера.
Винаходи стосувались методів шовкографії, друку банкнот, Винайдений друкарський верстат (1818, разом з Едвардом Каупером), використовувався для друку газети The Times в середині дев'ятнадцятого століття — верстат «Four-Feeder» друкував 5000 примірників газети на годину, а з 1848 верстат ротаційного друку «Eight-feeder» — 8000 примірників на годину.